# یواس‌اس ساتن (دی‌ئی-۷۷۱)
یواس‌اس ساتن (دی‌ئی-۷۷۱) (به انگلیسی: USS Sutton (DE-771)) یک کشتی بود که طول آن ۳۰۶ فوت (۹۳ متر) بود. این کشتی در سال ۱۹۴۴ ساخته شد.